# Coleophora ringoniella
Coleophora ringoniella é uma espécie de mariposa do gênero Coleophora pertencente à família Coleophoridae.